# Thomas-Nunatak
Der Thomas-Nunatak ist ein Nunatak im westantarktischen Ellsworthland. Im Ellsworthgebirge ragt er 3 km nordwestlich des Hall-Nunatak und 27 km westlich der Camp Hills auf.
Ein Geologenteam der University of Minnesota, welches das Ellsworthgebirge zwischen 1963 und 1964 erkundete, benannte den Nunatak. Namensgeber ist Hollie Thomas, Leiterin einer Hubschraubercrew des 62. Transportation Corps Detachment der United States Army zur logistischen Unterstützung des Geologenteams.